# Callipsyche nigroinita
Callipsyche nigroinita är en fjärilsart som beskrevs av Gunder 1924. Callipsyche nigroinita ingår i släktet Callipsyche och familjen juvelvingar. Inga underarter finns listade i Catalogue of Life.